# 美国援华会
美国援华会（英語：China Aid Council）是抗日战争爆发后，1937年下半年美国促进和平与民主同盟与等在纽约发起成立的募捐机构，为中国战争孤儿、伤病患者募捐款物提供帮助。由菲利普·贾菲领导。执行秘书米尔德里德·普赖斯小姐。主要活动包括动员募款、对中国北方游击区的医疗事业和儿童工作进行资助等。该会设总部于纽约，在各地建立分会50余处。
美国援华会为保卫中国同盟的国际和平医院和抗日根据地的儿童工作等项目提供医药用品和资金。1938年起，美援会所帮助建立、资助的中国西北药厂生产天花疫苗。“该药厂自建成以来所生产的血清制品，使这个原被称为‘瘟疫带’的整个地区不再爆发伤寒、白喉等流行病。”
1941年2月，美国援华会同美国医药援华会、中国工业合作协会美国委员会等8个团体发起成立了美国援华联合会（United China Relief）。美国援华会作为成员机构之一，在资金来源上依靠美国援华联合会的统一募集计划。
抗日战争胜利后，美国援华会被美国报刊攻击为共产党的外围“前卫组织”。1947年美国援华会致函美国医药卫生界号召支援国际和平医院，到当年11月份募集到价值1.5万美元的装备和药品。1948年3月该会在纽约出版《孙夫人的报告》。1948年11月23日，美国援华会召开董事会，决定宣告结束。
据《费正清中国回忆录》记载，费正清作为美国驻华大使特别助理、美国战时新闻局驻华办事处主任、情报协调局驻华首席代表1943年从重庆回美国时，“我曾经将孙夫人的信转交给援华协会的卡特，而这个协会被证实确实存在某种共产党地下组织的活动，这种活动是事实，不是传闻。”众议院非美活动调查委员会把援华会列为颠覆性组织。